# Dolmen de Bagneux
Le dolmen de Bagneux, appelé aussi La Grande Pierre Couverte ou La Roche-aux-Fées ou Le Grand Dolman est un monument mégalithique situé à Bagneux (Saumur, Maine-et-Loire). Le dolmen de Bagneux est un des plus grands dolmens de France. Sa régularité ainsi que sa taille en font l'un des dolmens les plus imposants et caractéristiques de la période néolithique.

## Historique
Un certain Dolomieu aurait fouillé le dolmen en 1775, sans rien y trouver. Il est décrit une première fois en 1812 par J.F. Bodin dans ses Recherches historiques sur la ville de Saumur, ses monuments et ceux de son arrondissement. En 1839, Ampère mentionne un dolmen « au pied duquel on a trouvé un squelette avec un couteau de pierre dans le flanc »,. Le dolmen est classé monument historique en 1889.
Le dolmen de Bagneux est désormais une propriété privée, dont la visite est soumise à un droit d'entrée.

## Description

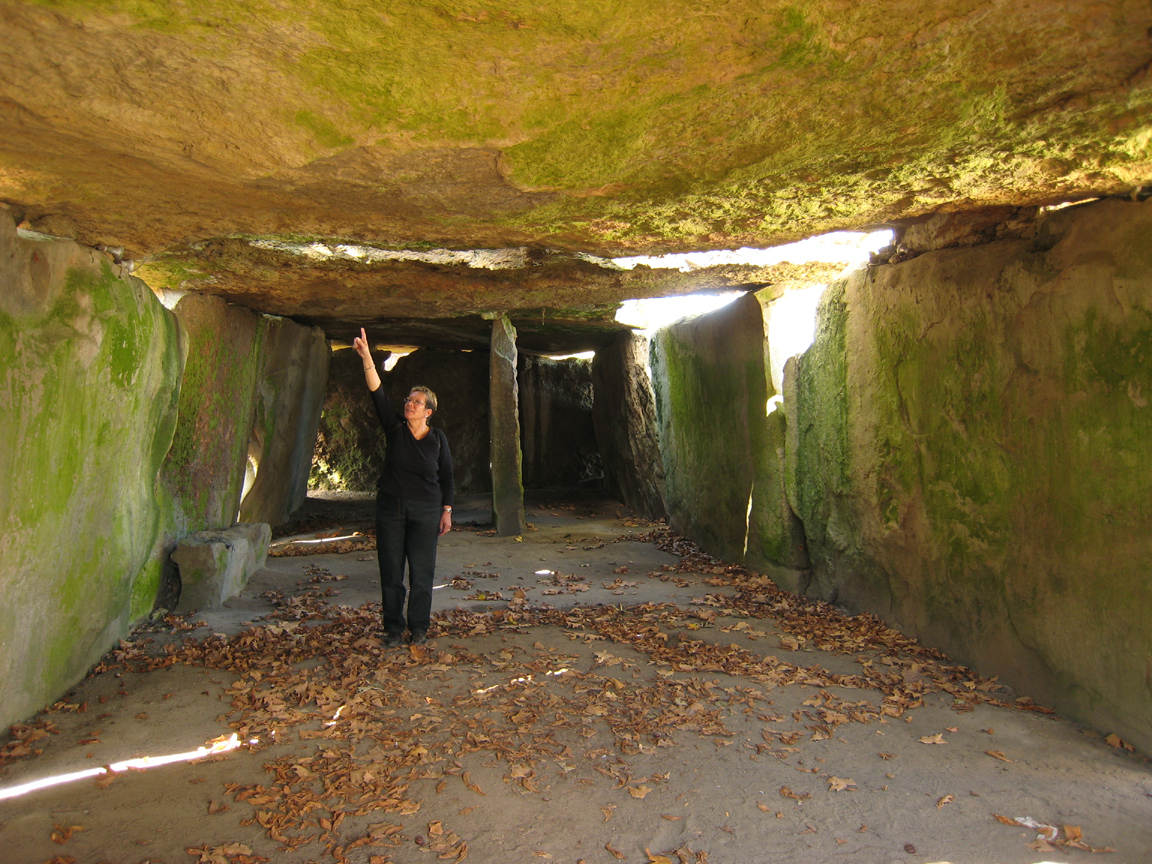
Vue intérieure du dolmen.

Le dolmen mesure 4,25 m de large à l'entrée, et s'élargit pour atteindre 5,40 m au fond de la chambre. Celle-ci s'étire sur 17,30 m de longueur.
La chambre est délimitée par quatre orthostates de chaque côté et une dalle de chevet de 7,30 m de long. Une dalle verticale, perpendiculaire à la dalle de chevet, constitue vraisemblablement une cloison intérieure. La chambre est recouverte de quatre tables de couverture, dont la dernière, qui est aussi la plus grande, est fendue. La chambre ouvre au sud-est.
L'entrée, réduite à 1,30 m de large, est délimitée par deux dalles, dont seule celle de gauche est d'origine (celle de droite, plus mince, ne figure pas sur les gravures du XIXe siècle). Les quatre autres dalles visibles juste devant l'entrée, correspondraient selon de nombreux auteurs aux vestiges d'une antichambre. Ainsi, selon Michel Gruet, le dolmen de Bagneux serait le plus grand dolmen angevin à portique.
L'existence d'un tumulus est attestée autour du dolmen, ses vestiges étaient encore visibles en 1847.

### Matériaux de construction
Les dalles en grès sénonien qui constituent le monument sont issues de gisements locaux. Un banc de ces grès, plus ou moins disloqué, existe sur les hauteurs voisines de Bournan et de Terrefort. Les dalles du dolmen venues de là étaient sans doute éparses sur les pentes du coteau où on peut encore en apercevoir. Un transport de 200 à 400 m était suffisant pour les avoir à pied d’œuvre.

## Folklore
Diverses traditions attribuent la construction de l'édifice tantôt aux fées, tantôt aux druides ou aux Goths.